# Клочков (Астраханська область)
Клочков (рос. Клочков) — хутір у Ахтубінському районі Астраханської області Російської Федерації.
Населення становить 12 осіб (2010). Входить до складу муніципального утворення Пологозаймищенське сільське поселення.

## Історія
Населений пункт розташований на території українського етнічного та культурного краю Жовтий Клин. Від 1975 року належить до Ахтубінського району.
Згідно із законом від 6 серпня 2004 року органом місцевого самоврядування є Пологозаймищенське сільське поселення.

## Населення
| 2002 | 2010 |
| ---- | ---- |
| 17   | ↘12  |